# Басман
Басма́н (крим. Basman) — одна з вершин Головного пасма Кримських гір, північно-західний відріг Ялтинської яйли. Розташована в Бахчисарайському районі Автономної республіки Крим.

## Географія
Висота до 1136 м. Довжина до 3 км. Витягнута з півдня на північ. Складається із вапняків та пісковиків. Поширені карстові форми рельєфу (відомо 8 печер, є шахта). На схилах — ліси (дуб, граб, бук, сосна).